# دشمنان ناپیدا
دشمنان ناپیدا (آلمانی: Unsichtbare Gegner) یک فیلم درام تجربی و هنری به کارگردانی والی اکسپورت است که در سال ۱۹۷۷ منتشر شد.
از بازیگران آن می‌توان به هلکه زاندر و پیتر وایبل اشاره کرد.